# Tin Tin
|  | No s'ha de confondre amb Tintín. |

El Tin Tin (el nom original del qual va ser Tin, que en xinès significa Déu i, per tant, fa referència al «Déu de Déus»), és un personatge mític del folklore del litoral equatorià, originalment provinent de l'Illa Puná. La seva llegenda s'ha estès per la tradició oral dels montubis i cholos costaners a tota la zona costanera de l'Equador.

## Origen
El seu origen prové d'una deïtat de l'Illa Puná en temps prehispànics, anomenat Tin, un noctàmbul Déu Ratpenat, que tenia la facultat de fecundar les dones i així donar vida un nou ésser. Essent considerat el Déu de la vida i un Déu de déus, ja que era el de la procreació.
Cal recalcar que les tribus habitants de l'illa no tenien clar la idea que una relació en parella pugui produir vida, atribuint-li l'acte de seducció cap a les dones i germinació de la llavor de vida als ventres al déu Tin.

## Mite actual
En l'actualitat se'l descriu com un ésser malèvol, que persegueix dones joves, solteres o casades en especial si tenen celles gruixudes, pèl corporal o una enorme cabellera, les sedueix i hipnotitza amb la intenció de posseir-les sexualment. De vegades, s'arriba a enamorar i les persegueix constantment fins que la fa la seva esposa.
Se'l descriu com un ésser petit amb un gran cap, amb aspecte de follet o gnom màgic que utilitza un enorme barret i emet un xiulet ul·lulant i lúgubre, alguns el descriuen com un nan amb els peus girats cap enrere, urpes i un membre viril tan enorme que l'arrossega per terra. Aquest darrer aspecte és similar a la versió andina, el Chuzalongo.
A l'Illa Corazón de la província de Manabí se'l coneix amb el nom de Felipe o Felipe el Tintín, i es creu que viu als manglars, utilitza un barret enorme i toca melodies que enamoren les dones amb la seva guitarra, a més de tenir els peus girats cap enrere per desviar el seu rastre a les empremtes del fang. A diverses parts de Manabí se'l coneix amb el poder de convertir-se en au, específicament en Pedrote o Motmot.
Aquest ésser té com a objectiu allò material (coit) i allò diví (fecundació) sigui quin fos el lloc d'on se'n parli.